# Listă de filme thriller din anii 2010
Aceasta este o listă de filme thriller lansate în anii 2010.
| 2010                            |                   |                                                      |                                                                                             |                        |
| The A-Team                      | Joe Carnahan      | Liam Neeson, Bradley Cooper, Quinton Jackson         | Statele Unite ale Americii                                                                  | Action thriller        |
| Abandoned                       | Michael Feifer    | Brittany Murphy, Dean Cain, Mimi Rogers              | Statele Unite ale Americii                                                                  | [ 2 ]                  |
| The American                    | Anton Corbijn     | George Clooney, Paolo Bonacelli, Thekla Reuten       | Regatul Unit al Marii Britanii și al Irlandei de Nord · Statele Unite ale Americii          | [ 3 ]                  |
| Black Swan                      | Darren Aronofsky  | Natalie Portman, Mila Kunis, Vincent Cassel          | Statele Unite ale Americii                                                                  | [ 4 ]                  |
| Buried                          | Rodrigo Cortés    | Ryan Reynolds, Ivana Miño, Anne Lockhart             | Spania                                                                                      | [ 5 ]                  |
| Cold Fish                       | Sion Sono         | Denden, Megumi Kagurazaka, Tetsu Watanabe            | Japonia                                                                                     | [ 6 ]                  |
| Confessions                     | Tetsuya Nakashima | Takako Matsu                                         | Japonia                                                                                     | [ 7 ]                  |
| The Crazies                     | Breck Eisner      | Timothy Olyphant, Radha Mitchell, Danielle Panabaker | Statele Unite ale Americii                                                                  | Action thriller        |
| Devil                           | John Erick Dowdle | Chris Messina, Logan Marshall-Green, Jenny O'Hara    | Statele Unite ale Americii                                                                  | [ 9 ]                  |
| Edge of Darkness                | Martin Campbell   | Mel Gibson, Danny Huston, Ray Winstone               | Regatul Unit al Marii Britanii și al Irlandei de Nord · Statele Unite ale Americii          | [ 10 ]                 |
| The Experiment                  | Paul Scheuring    | Adrien Brody, Forest Whitaker, Cam Gigandet          | Statele Unite ale Americii                                                                  | [ 11 ]                 |
| Fair Game                       | Doug Liman        | Naomi Watts, Sean Penn, Bruce McGill                 | Statele Unite ale Americii                                                                  | [ 12 ]                 |
| From Paris with Love            | Pierre Morel      | John Travolta, Jonathan Rhys Meyers, Kasia Smutniak  | Franța · Statele Unite ale Americii                                                         | Action thriller        |
| Frozen                          | Adam Green        | Emma Bell, Shawn Ashmore, Kevin Zegers               | Statele Unite ale Americii                                                                  | Psychological thriller |
| The Ghost Writer                | Roman Polanski    | Ewan McGregor, Pierce Brosnan, Kim Cattrall          | Germania · Regatul Unit al Marii Britanii și al Irlandei de Nord · Franța                   | [ 15 ]                 |
| Green Zone                      | Paul Greengrass   | Matt Damon, Greg Kinnear, Brendan Gleeson            | Franța · Regatul Unit al Marii Britanii și al Irlandei de Nord · Statele Unite ale Americii | [ 16 ]                 |
| I Saw the Devil                 | Kim Jee-woon      | Lee Byung-hun, Choi Min-sik                          | Coreea de Sud                                                                               | [ 17 ]                 |
| Killers                         | Robert Luketic    | Ashton Kutcher, Katherine Heigl, Tom Selleck         | Statele Unite ale Americii                                                                  | Action thriller        |
| Legion                          | Scott Stewart     | Paul Bettany, Lucas Black, Tyrese Gibson             | Statele Unite ale Americii                                                                  | [ 19 ]                 |
| The Losers                      | Sylvain White     | Jeffrey Dean Morgan, Chris Evans, Jason Patric       | Statele Unite ale Americii                                                                  | Action thriller        |
| The Next Three Days             | Paul Haggis       | Russell Crowe, Elizabeth Banks, Liam Neeson          | Statele Unite ale Americii                                                                  | [ 21 ]                 |
| Salt                            | Phillip Noyce     | Angelina Jolie, Liev Schreiber, Chiwetel Ejiofor     | Statele Unite ale Americii                                                                  | [ 22 ]                 |
| Secret Reunion                  | Jang Hoon         | Song Kang-ho, Kang Dong-won, Jeon Guk-hwan           | Coreea de Sud                                                                               | [ 23 ]                 |
| The Hunter                      | Rafi Pitts        | Rafi Pitts, Mitra Hajjar                             | Germania · Iran                                                                             | Crime thriller         |
| Shutter Island                  | Martin Scorsese   | Leonardo DiCaprio, Mark Ruffalo, Ben Kingsley        | Statele Unite ale Americii                                                                  | [ 25 ]                 |
| Smokin' Aces 2: Assassins' Ball | P. J. Pesce       | Tom Berenger, Clayne Crawford, Tommy Flanagan        | Statele Unite ale Americii                                                                  | Action thriller        |
| The Town                        | Ben Affleck       | Ben Affleck, Rebecca Hall, Jon Hamm                  | Statele Unite ale Americii                                                                  | Crime thriller         |
| Unstoppable                     | Tony Scott        | Denzel Washington, Chris Pine, Rosario Dawson        | Statele Unite ale Americii                                                                  | Action thriller        |
| Unthinkable                     | Gregor Jordan     | Samuel L. Jackson, Carrie-Anne Moss, Michael Sheen   | Statele Unite ale Americii                                                                  | [ 29 ]                 |

| 2011                            |                           |                                                        |                                       |                    |
| Abduction                       | John Singleton            | Taylor Lautner, Frank Molina, Lily Collins             | Statele Unite ale Americii            | [ 30 ]             |
| Blind Turn                      | Robert Orr                | Rachel Boston, Jay Dee Walters, John Gabriel Rodriquez | Statele Unite ale Americii            | [ 31 ]             |
| The Devil's Double              | Lee Tamahori              | Dominic Cooper, Ludivine Sagnier, Raad Rawi            | Belgia                                | [ 32 ]             |
| Drive                           | Nicolas Winding Refn      | Ryan Gosling, Carey Mulligan, Bryan Cranston           | Statele Unite ale Americii            | [ 33 ]             |
| Drive Angry                     | Patrick Lussier           | Nicolas Cage, Amber Heard, William Fichtner            | Statele Unite ale Americii            | Action thriller    |
| Elephant White                  | Prachya Pinkaew           | Kevin Bacon, Djimon Hounsou, Jirantanin Pitakorntrakul | Statele Unite ale Americii            | Action thriller    |
| The Girl with the Dragon Tattoo | David Fincher             | Daniel Craig, Rooney Mara, Christopher Plummer         | Statele Unite ale Americii            | [ 36 ]             |
| Hanna                           | Joe Wright                | Saoirse Ronan, Eric Bana, Tom Hollander                | Statele Unite ale Americii            | [ 37 ]             |
| I Am Number Four                | D. J. Caruso              | Alex Pettyfer, Timothy Olyphant, Teresa Palmer         | Statele Unite ale Americii            | Action thriller    |
| The Ides of March               | George Clooney            | Ryan Gosling, George Clooney, Philip Seymour Hoffman   | Statele Unite ale Americii            | Political thriller |
| The Ledge                       | Matthew Chapman           | Charlie Hunnam, Terrence Howard, Liv Tyler             | Statele Unite ale Americii            | [ 40 ]             |
| Limitless                       | Neil Burger               | Bradley Cooper, Robert De Niro, Abbie Cornish          | Statele Unite ale Americii            | [ 41 ]             |
| The Lincoln Lawyer              | Brad Furman               | Matthew McConaughey, Marisa Tomei, Ryan Phillippe      | Statele Unite ale Americii            | [ 42 ]             |
| Martha Marcy May Marlene        | T. Sean Durkin            | Elizabeth Olsen, Sarah Paulson, John Hawkes            | Statele Unite ale Americii            | [ 43 ]             |
| Requiem pour une tueuse         | Jérôme Le Gris            | Mélanie Laurent                                        | Franța                                | [ 44 ]             |
| The Resident                    | Antti Jokinen             | Hilary Swank, Jeffrey Dean Morgan, Christopher Lee     | Statele Unite ale Americii            | [ 45 ]             |
| The Roommate                    | Christian E. Christiansen | Leighton Meester, Minka Kelly, Cam Gigandet            | Statele Unite ale Americii            | [ 46 ]             |
| Season of the Witch             | Dominic Sena              | Nicolas Cage, Ron Perlman, Stephen Campbell Moore      | Statele Unite ale Americii            | [ 47 ]             |
| The Skin I Live In              | Pedro Almodóvar           | Antonio Banderas, Elena Anaya, Marisa Paredes          | Spania                                | [ 48 ]             |
| Sleepless Night                 | Frédéric Jardin           | Tomer Sisley, Serge Riaboukine, Julien Boisselier      | Franța · Belgia · Luxemburg           | [ 49 ]             |
| Source Code                     | Duncan Jones              | Jake Gyllenhaal, Michelle Monaghan, Vera Farmiga       | Canada · Statele Unite ale Americii   | [ 50 ]             |
| Trespass                        | Joel Schumacher           | Nicolas Cage, Nicole Kidman, Ben Mendelsohn            | Statele Unite ale Americii            | [ 51 ]             |
| Unknown                         | Jaume Collet-Serra        | Liam Neeson, Diane Kruger, January Jones               | Germania · Statele Unite ale Americii | [ 52 ]             |
| Wrecked                         | Michael Greenspan         | Adrien Brody, Caroline Dhavernas, Ryan Robbins         | Canada                                | [ 53 ]             |
| X                               | Jon Hewitt                | Viva Bianca, Hanna Mangan-Lawrence, Peter Docker       | Statele Unite ale Americii            | [ 54 ]             |

| 2012                                         |                                 |                                                            |                                     |                                 |
| Act of Valor                                 | Scott Waugh, Mike "Mouse" McCoy | Emilio Rivera, Roselyn Sánchez, Alex Veadov                | Statele Unite ale Americii          | Action thriller                 |
| The Apparition                               | Todd Lincoln                    | Ashley Greene, Sebastian Stan, Tom Felton                  | Statele Unite ale Americii          | [ 56 ]                          |
| Black & White Episode I: The Dawn of Assault | Tsai Yueh-hsun                  | Mark Chao, Huang Bo, Angelababy                            | Taiwan                              | Action thriller                 |
| Chronicle                                    | Josh Trank                      | Dane DeHaan, Alex Russell, Michael B. Jordan               | Statele Unite ale Americii          | [ 58 ]                          |
| Compliance                                   | Craig Zobel                     | Ann Dowd, Dreama Walker, Pat Healy                         | Statele Unite ale Americii          | [ 59 ]                          |
| Contraband                                   | Baltasar Kormákur               | Mark Wahlberg, Kate Beckinsale, Ben Foster                 | Statele Unite ale Americii          | Action thriller, crime thriller |
| Ghost Rider: Spirit of Vengeance             | Mark Neveldine, Brian Taylor    | Nicolas Cage, Ciarán Hinds, Violante Placido               | Statele Unite ale Americii          | Action thriler                  |
| Gone                                         | Heitor Dhalia                   | Amanda Seyfried, Daniel Sunjata, Jennifer Carpenter        | Statele Unite ale Americii          | [ 62 ]                          |
| Jack Reacher                                 | Christopher McQuarrie           | Tom Cruise, Rosamund Pike, Robert Duvall                   | Statele Unite ale Americii          | [ 63 ]                          |
| Kahaani                                      | Sujoy Ghosh                     | Vidya Balan, Parambrata Chattopadhyay, Nawazuddin Siddiqui | India                               | [ 64 ]                          |
| Looper                                       | Rian Johnson                    | Bruce Willis, Joseph Gordon-Levitt, Emily Blunt            | Statele Unite ale Americii          | [ 65 ]                          |
| Man on a Ledge                               | Asger Leth                      | Sam Worthington, Elizabeth Banks, Anthony Mackie           | Statele Unite ale Americii          | [ 66 ]                          |
| Premium Rush                                 | David Koepp                     | Joseph Gordon-Levitt, Michael Shannon, Dania Ramirez       | Statele Unite ale Americii          | Action thriller                 |
| Safe House                                   | Daniel Espinosa                 | Denzel Washington, Ryan Reynolds, Vera Farmiga             | Statele Unite ale Americii          | [ 68 ]                          |
| Savages                                      | Oliver Stone                    | Aaron Taylor-Johnson, Blake Lively, Benicio del Toro       | Statele Unite ale Americii          | [ 69 ]                          |
| Stolen                                       | Simon West                      | Nicolas Cage, Malin Åkerman, Josh Lucas                    | Statele Unite ale Americii          | [ 70 ]                          |
| Taken 2                                      | Olivier Megaton                 | Liam Neeson, Maggie Grace, Famke Janssen                   | Franța · Statele Unite ale Americii | [ 71 ] [ 72 ]                   |
| The Tall Man                                 | Pascal Laugier                  | Jessica Biel, Jodelle Ferland, Stephen McHattie            | Franța · Canada                     | [ 73 ] [ 74 ]                   |
| Underworld: Awakening                        | Måns Mårlind, Bjorn Stein       | Kate Beckinsale, Stephen Rea, Michael Ealy                 | Statele Unite ale Americii          | Action thriller                 |
| The Viral Factor                             | Dante Lam                       | Jay Chou, Lin Peng, Nicholas Tse                           | Hong Kong                           | Action thriler                  |

| 2013                              |                   |                                                            |                                                       |                        |
| The Purge                         | James DeMonaco    | Ethan Hawke, Lena Headey, Max Burkholder                   | Statele Unite ale Americii                            | [ 77 ]                 |
| Side Effects                      | Steven Soderbergh | Rooney Mara, Channing Tatum, Jude Law                      | Statele Unite ale Americii                            | [ 78 ]                 |
| Stoker                            | Park Chan-wook    | Mia Wasikowska, Matthew Goode, Nicole Kidman               | Statele Unite ale Americii                            | [ 79 ]                 |
| Ugly                              | Anurag Kashyap    | Ronit Roy, Rahul Bhat, Vineet Kumar Singh, Girish Kulkarni | India                                                 | Psychological thriller |
| Lucia                             | Pawan Kumar       | Ninasam Satish, Sruthi Hariharan                           | India                                                 |                        |
| Trance                            | Danny Boyle       | James McAvoy, Vincent Cassel, Rosario Dawson               | Regatul Unit al Marii Britanii și al Irlandei de Nord | [ 80 ]                 |
| The Supernatural Events on Campus | Guan Er           | Zhao Yihuan, Wang Yi, Li Manyi                             | Republica Populară Chineză                            | Horror                 |
| Upstream Color                    | Shane Carruth     | Amy Seimetz, Shane Carruth, Andrew Sensenig                | Statele Unite ale Americii                            | [ 82 ]                 |

| 2014                     |                       |                                            |                            |                           |
| Bloody Doll              | Teruyoshi Ishii       | Jiro Wang, Zhou Qiqi, Don Li               | Republica Populară Chineză | Horror                    |
| Bugs                     | Yan Jia               | Xia Zitong, Zhang Zilin, Eric Wang         | Republica Populară Chineză | Science fiction disaster  |
| Cold in July             | Jim Mickle            | Michael C. Hall, Sam Shepard, Vinessa Shaw | Statele Unite ale Americii | [ 85 ]                    |
| The Deathday Party       | Xie Hang              | Anita Yuen, Xiong Naijin, Archie Kao       | Republica Populară Chineză | Suspense                  |
| Double Exposure          | Li Jinhang            | Qin Wenjing, Ma Wenlong, Sabrina Qiu       | Republica Populară Chineză | Horror                    |
| The Eighth House         | Zhang Li              | Bao Tino, Ni Jingyang, Chang Le            | Republica Populară Chineză | Romance                   |
| Flower's Curse           | Li Kelong             | Qi Zhi, Liao Weiwei, Luo Bin               | Republica Populară Chineză | Romance horror            |
| Gone Girl                | David Fincher         | Rosamund Pike, Ben Affleck, Tyler Perry    | Statele Unite ale Americii | Psychological thriller    |
| Haunted Road             | Yijian Tong           | Su-a Hong, Jo Jiang, Musi Ni               | Republica Populară Chineză | Horror                    |
| Honeymoon                | Leigh Janiak          | Harry Treadaway, Rose Leslie               | Statele Unite ale Americii | Psychological thriller    |
| Inside the Girls         | Liang Ting            | Wen Xin, Cheng Yi, Yin Zheng               | Republica Populară Chineză | Suspense                  |
| Lonely Island            | Lian Tao, Wang Kunhao | Li Yiyi, Tian Suhao, Mao Yi                | Republica Populară Chineză | Suspense horror           |
| Midnight Hair            | Liu Ning              | Daniella Wang, Lee Wei, Xuan Lu            | Republica Populară Chineză | Horror                    |
| Monsterz                 | Hideo Nakata          | Tatsuya Fujiwara, Takayuki Yamada          | Japonia                    | Fantasy horror            |
| Mystery                  | Wu Bing               | Ady An, Jiro Wang, Guo Degang              | Republica Populară Chineză | Suspense adventure        |
| Nightcrawler             | Dan Gilroy            | Jake Gyllenhaal, Rene Russo, Bill Paxton   | Statele Unite ale Americii | [ 101 ]                   |
| Non-Stop                 | Jaume Collet-Serra    | Liam Neeson, Julianne Moore, Scoot McNairy | Statele Unite ale Americii | [ 102 ]                   |
| Tomb Robber              | Yu Dao                | Michael Tong, Muqi Miya, Li Bingyuan       | Republica Populară Chineză | Action adventure suspense |
| She and She              | Cao Ji                | Wang Xi, Song Zifei, Li He                 | Republica Populară Chineză | Suspense                  |
| The Guest                | Adam Wingard          | Dan Stevens, Leland Orser, Lance Reddick   | Statele Unite ale Americii | [ 105 ]                   |
| The Haunted Cinema       | Yuan Jie              | Liu Yanxi, Luo Xiang, Wei Xingyu           | Republica Populară Chineză | Suspense horror           |
| The Houses October Built | Bobby Roe             | Zack Andrews, Mikey Roe, Brandy Schaefer   | Statele Unite ale Americii | Horror                    |
| Under the Bed 2          | Yuan Jie              | Abby, Li Henan, Chen Yuan                  | Republica Populară Chineză | Suspense                  |

| 2015                   |                   |                                            |                                        |          |  |
| Death Trip             | Billy Tang        | Victor Wong, Zeng Yongti, Han Bo-reum      | Republica Populară Chineză             | [ 109 ]  |  |
| Drishyam               | Nishikant Kamat   | Ajay Devgn, Tabu, Shriya Saran             | India                                  |          |  |
| Grasshopper            | Tomoyuki Takimoto | Toma Ikuta, Tadanobu Asano, Ryosuke Yamada | Japonia                                | [ 110 ]  |  |
| Insanity               | David Lee         | Sean Lau, Huang Xiaoming, Alex Fong        | Republica Populară Chineză · Hong Kong | [ 111 ]  |  |
| The Mystery of Death   | Ben Wong          | Deric Wan, Huang Zheng, Josephine Yu       | Republica Populară Chineză             | [ 112 ]  |  |
| Nowhere to Run         | Wang Mengyuan     | Zhang Duo, Liu Ying, Ge Tian               | Republica Populară Chineză             | [ 113 ]  |  |
| Scary Road is Fun      | Samm Chan         | Zhang Junning, Michael Tong, He Haoyang    | Republica Populară Chineză             | Comedy   |  |
| Tōkyō Mukokuseki Shōjo | Mamoru Oshii      | Nana Seino, Nobuaki Kaneko, Lily           | Japonia                                | Suspense |  |